# Dalmatius (Caesar)

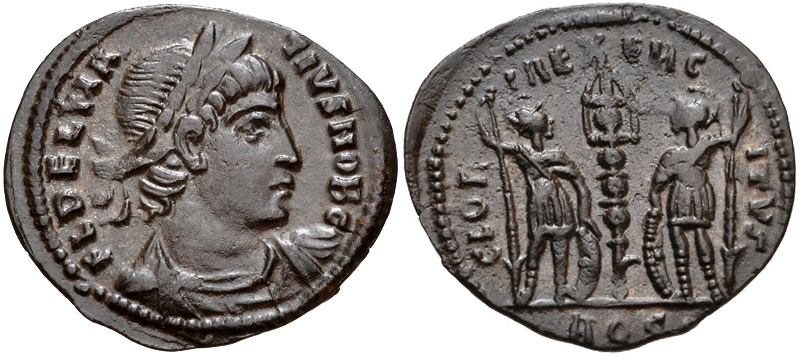
Follis des Dalmatius

Dalmatius († 337/38), mit vollem Namen Flavius Dalmatius (auf Münzen und Inschriften Flavius Iulius Delmatius), war von 335 bis zu seinem Tod Caesar (Unterkaiser) seines Onkels Konstantin. Nach dessen Tod 337 wurde er im Rahmen einer Säuberungsaktion von Militärs ermordet.

## Zeitgeschichtlicher Hintergrund
Das römische Reich durchlief zu Beginn des 4. Jahrhunderts einen tiefgreifenden Wandel. Dalmatius’ Onkel Konstantin der Große hatte sich in den Nachfolgekämpfen, die mit dem Ende der von Kaiser Diokletian begründeten Tetrarchie ausbrachen, durchgesetzt und begründete so die konstantinische Dynastie, der auch Dalmatius angehörte.
Bedeutsam war Konstantins Regierungszeit vor allem aus zwei Gründen: Zum einen verlagerte er die Zentralmacht mit der neuen Hauptstadt Konstantinopel in den Ostteil des Reiches, der ohnehin immer mehr an Bedeutung gewonnen hatte. Zum anderen förderte er das Christentum und leitete somit die Christianisierung des römischen Reiches ein (konstantinische Wende). Auch wenn die traditionellen Götterkulte nicht abgeschafft wurden, verloren sie doch an Kraft und Einfluss.

## Leben

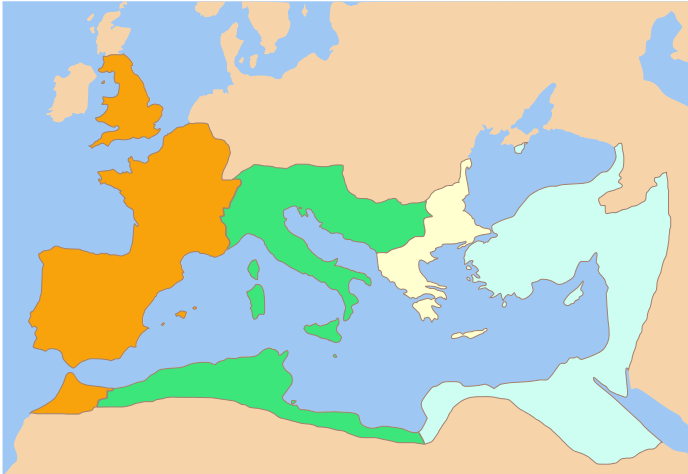
Teilung des Römischen Reichs nach dem Tod Konstantins des Großen: von West nach Ost die Territorien von Konstantin II. (orange), Constans (grün), Dalmatius (hellgelb) und Constantius II. (türkis)

Dalmatius war der Sohn von Konstantins Halbbruder Flavius Dalmatius und dessen namentlich nicht bekannter Frau. Sein Bruder war Hannibalianus. Er war der Neffe Konstantins I., des Julius Constantius und des Flavius Hannibalianus, dessen Namen sein Bruder trug. Gemeinsam mit seinem Bruder wurde er in Tolosa, dem heutigen Toulouse, aufgezogen, wo auch sein Vater lebte. Sein Lehrer war der Rhetor Exsuperius. Am 18. September 335 wurde Dalmatius von seinem Onkel zum Caesar ernannt – offensichtlich gegen den Widerstand der Armee, die schon von jeher die direkte dynastische Linie favorisiert hatte. Wohl im selben Jahr erhielt sein Bruder Hannibalianus den Titel eines Rex, als der er von Kappadokien aus die Klientelfürsten an der persischen Grenze kontrollieren sollte. Der Zuständigkeitsbereich des Dalmatius umfasste Thrakien, Achaia und Makedonien; seine Residenz hatte er vermutlich in Naissus. In diesem Gebiet – an der unteren Donau – sollte Dalmatius das Reich gegen die Goten verteidigen, die zu dieser Zeit eine fortwährende Gefahr darstellten.
Dies war eine wichtige Aufgabe, vor allem da Konstantin während seines geplanten Perserfeldzuges die Donaugrenze nicht ungeschützt lassen wollte. Konstantin der Große starb jedoch am 22. Mai 337, bevor er den Feldzugsplan verwirklichen konnte. Seinem Tod folgten langwierige Unruhen, in deren Verlauf viele Verwandte des Kaisers von Militärs getötet wurden (vgl. Morde nach dem Tod Konstantins des Großen). Auch Dalmatius sowie sein Vater und Bruder fielen dieser Säuberung zum Opfer. Wann Dalmatius genau starb, ist ebenso umstritten wie die Frage, ob die Morde von Konstantins Söhnen veranlasst oder nur geduldet wurden. Der ehemals von ihm verwaltete Reichsteil mit der Hauptstadt Konstantinopel fiel 338 in der Konferenz von Viminacium an Constans, der als Augustus bereits über Italien und Africa herrschte.